# تحليل الشبكه التنظيمية
تحليل الشبكة التنظيمية (بالإنجليزية: Organizational network analysis)‏(اختصار ONA) هو طريقة لدراسة الاتصالات، والشبكات الاجتماعية - التقنية داخل مؤسسة رسمية. تقوم هذه التقنية بإنشاء نماذج إحصائية ورسومات بيانية للأشخاص والمهام والمجموعات والمعرفة والموارد الخاصة بالأنظمة التنظيمية. وهو يستند إلى نظرية الشبكات الاجتماعية، وعلى وجه التحديد تحليل الشبكة الديناميكي.
إن تحليل الشبكة التنظيمية هي اتجاه متزايد في مجال تحليلات الأشخاص، لا سيما حول مفهوم فهم التنوع والاندماج والابتكار. بالإضافة إلى أداء الموظفين ودوافعهم في هذا العمر القائم على الشبكة، يركز القادة بشكل متزايد على فهم العلاقات التي تحرك السلوك وكيف يؤثر ذلك على مشاعر الموظفين ومشاعرهم داخل المؤسسة.
يمكن لتحليل الشبكة التنظيمية توفير الأشعة السينية في الأعمال الداخلية للمؤسسة وهي وسيلة قوية لجعل أنماط تدفق المعلومات غير المرئية والتعاون في المجموعات ذات الأهمية الاستراتيجية مرئية.

## التطبيقات
ومن الممكن استخدام أونا بطرق متنوعة من قِبَل المديرين والخبراء الاستشاريين والمديرين التنفيذيين.

### مرئيات الشبكة
هناك العديد من الأدوات التي تسمح للمديرين بتصوير شبكات الموظفين الخاصة بهم بشكل مرئي. إن أغلب الأدوات مصممة خصيصاً للباحثين والأكاديميين الذين يدرسون نظرية الشبكات، ولكنها غير مكلفة نسبياً في الاستخدام، ما دام القادة على دراية جيدة بكيفية التقاط المعلومات، وتغذيتها إلى الأداة بالصيغ الصحيحة، وفهم كيفية «قراءة» الرسومات البيانية للشبكة وترجمتها إلى قرارات عمل.

### مؤشر التنوع والشمولية
ومن بين أهم نقاط الألم التي تواجه الشركات اليوم فهم كيفية تحفيز المواهب في الشركة والحفاظ عليها من خلفيات متنوعة، أو عرق، أو عرق. هناك العديد من الأدوات لضمان توظيف المواهب المتنوعة أو توظيفها؛ ولكن القليل من الحلول لمساعدة القادة على ضمان مشاركة قوة العمل المختلفة التي تم توظيفهم حديثًا بشكل ثابت، ومتكاملة، وإدماجها ضمن الفريق. ويعتمد القادة على الثقافة الشاملة للفريق وديناميكيات الفريق لسد هذه الفجوة؛ ولكن بناء ثقافة شاملة والحفاظ عليها مهمة شاقة تتطلب اليقظة الدائمة والتعقب المستمر. وهنا تساعد أداة تحليل الشبكة التنظيمية المديرين على تطوير مستوى التضمين داخل فرقهم وتعقبه، ولكنها تسلط الضوء بشكل استباقي على الثغرات ونقاط الضعف داخل الفريق. ويمكن ل تحليل الشبكة التنظيمية تعقب عدد الموظفين الذين تم تعيينهم من قبل الشركة وكذلك كيفية تفاعلهم مع بعضهم البعض. وتوفر هذه القدرة على تعقب علاقات الموظفين للزعماء الشفافية القائمة على البيانات التي يحتاجون إليها لضمان نشر ثقافة الشركة الخاصة بهم وتمثلها بدقة في جميع طبقات منظمتهم.

### مقياس الابتكار
وقد أبرزت العديد من الدراسات والبحوث الحديثة أن «السلامة النفسية» هي العلامة التي يدلل عليها فريق مبتكر. وقد قامت جوجل أولاً بدراسة هذا الأمر ونشره، في مشروع عمل أرسطو  وكذلك أبرز في نيويورك تايمز وغيرها من المنشورات البحثية. آمي إدموندسون هي الباحثة والباحثة الأبرز في هذا المجال الذي عمل عبر مختلف الصناعات لتحديد الفوائد وحتى خصائص 'السلامة النفسية' في الفرق.
والآن تستخدم تحليل الشبكة التنظيمية على نحو متزايد في هذا السياق لتحليل العلاقات التي نشأت داخل فريق معين، ولفهم الكيفية التي يعمل بها ذلك الفريق كوحدة واحدة لخلق هذه السلامة النفسية لأعضائه. وهذه التقنية أكثر شمولاً من الدراسات الاستقصائية التقليدية، ويمكنها أن تقيس بشكل أكثر موضوعية التأثير العاطفي الذي يخلفه الزملاء على بعضهم البعض، وتساعد القادة على فهم ما إذا كانت هناك روابط كافية يمكنها بناء نوع من المشاعر الإيجابية اللازمة لإنشاء فرق مبتكرة.

### مشاركة الموظفين
وقد أصبحت الدراسات الاستقصائية للمشاركة وغيرها من الدراسات الاستقصائية الثقافية دعامة أساسية لمكان العمل. ومع ذلك، فإن واحدة من أكبر الشكاوى من مثل هذه الدراسات الاستقصائية هي أنه عندما يرى المديرون النتائج، وهي في كثير من الأحيان المشاعر المجمعة لموظفيهم، فإنهم غير متأكدين.